# Masonia crassiorella
Masonia crassiorella är en fjärilsart som beskrevs av Charles Théophile Bruand d’Uzelle 1850. Masonia crassiorella ingår i släktet Masonia och familjen säckspinnare. Inga underarter finns listade i Catalogue of Life.